# 5-celica
| Pravilna 5-celica (4-simpleks)        | Pravilna 5-celica (4-simpleks)                  |
| ------------------------------------- | ----------------------------------------------- |
| Schleglov diagram (oglišča in robovi) |                                                 |
| vrsta                                 | konveksni pravilni 4-politop                    |
| Schläflijev simbol                    | {3,3,3}                                         |
| Coxeter-Dinkinov diagram              |                                                 |
| celice                                | 5 {3, 3}                                        |
| ploskve                               | 10 {3}                                          |
| robovi                                | 10                                              |
| oglišča                               | 5                                               |
| slika oglišč                          | tetraeder                                       |
| Petriejev mnogokotnik                 | petkotnik                                       |
| Coxeterjeva grupa                     | A4 [3,3,3]                                      |
| dual                                  | sebidualna                                      |
| značilnosti                           | konveksna, izogonalna, izotoksalna, izohedralna |
| uniformni indeks                      | 1                                               |

5-celica je štirirazsežni objekt omejen s petimi tetraedrskimi celicami. Znan je tudi kot pentahoron ali pentatop ali hiperpiramida. Je 4-simpleks in je najenostavnejši konveksni pravilni politop in štirirazsežni analog trirazsežnega tetraedra in dvorazsežnega trikotnika.

## Projekcije
| Ak Coxeterjeva ravnina | A4    | A3   | A2     |
| Graf                   | alkas | opis | opis 2 |
| Diedrska simetrija     | [5]   | [4]  | [3]    |

| Projekcije v tri razsežnosti | Projekcije v tri razsežnosti |
| --- | --- |
| Ogrodje stereografske projekcije (robovi projicirani na 3-sfero) | Trirazsežna projekcija 5-celice, ki izvaja enostavno vrtenje |
| Projekcija pentahorona z ogliščem spredaj v 3 razsežnostih ima tetraedersko ovojnico. Najbližje oglišče pentahorona se projicira v središče tetraedra kot je prikazano z rdečo barvo. Najoddaljenejša celica se projicira na tetraedersko ovojnico. Druge 4 celice se projicirajo na 4 raztegnjena tetraederska področja okoli osrednjega oglišča. | Projekcija pentahorona s sprednjim robom v 3 razsežnostih ima trikotno bipiramidalno ovojnico. Najbližji rob (prikazan rdeče) se projicira na os dipiramide s tremi celicami, ki ga obkrožajo in projicirajo v 3 tetraederske prostornine, ki so nameščene okoli te osi na vsakih 120º. Ostali dve celici se pojicirata na dve polovici dipiramide in sta na zadnji strani pentatopa. |
| Projekcija pentahorona s stransko ploskvijo spredaj v 3 razsežnosti ima tudi trikotno dipiramidalno ovojnico. Najbližja stranska ploskev je prikazana z rdečo barvo. Po dve celici, ki se dotikata v tej stranski ploskvi, se projicirata na dve polovici dipiramide. Ostale tri celice so na oddaljeni strani pentatopa, če gledamo s stališča štirih razsežnosti in zaradi razumljivosti niso prikazane na sliki. Nameščene so okoli središčne osi dipiramide, prav tako kot pri projekciji z robom spredaj. | Projekcija pentahorona s celico spredaj v 3 razsežnosti ima tetraedersko ovojnico. Najbližja projekcija celice na celotno ovojnico. Iz stališča štirih razsežnosti druge 4 celice niso vidne. |

## Sorodni uniformni polihoroni
| ime                         | 5-celica | prisekana 5-celica | rektificirana 5-celica | kantelirana 5-celica | dvojno prisekana 5-celica | kantiprisekana 5-celica | runcinirana 5-celica | runciprisekana 5-celica | omniprisekana 5-celica |
| Schläflijev simbol          | {3,3,3}  | t0,1{3,3,3}        | t1{3,3,3}              | t0,2{3,3,3}          | t1,2{3,3,3}               | t0,1,2{3,3,3}           | t0,3{3,3,3}          | t0,1,3{3,3,3}           | t0,1,2,3{3,3,3}        |
| Coxeter-Dinkinov diagram    |          |                    |                        |                      |                           |                         |                      |                         |                        |
| --------------------------- | -------- | ------------------ | ---------------------- | -------------------- | ------------------------- | ----------------------- | -------------------- | ----------------------- | ---------------------- |
| Schleglov diagram           |          |                    |                        |                      |                           |                         |                      |                         |                        |
| A4 Coxeterjeva ravnina graf |          |                    |                        |                      |                           |                         |                      |                         |                        |
| A3 Coxeterjeva ravnina graf |          |                    |                        |                      |                           |                         |                      |                         |                        |
| A2 Coxeterjeva ravnina graf |          |                    |                        |                      |                           |                         |                      |                         |                        |